# Anne Léon Ier de Montmorency-Fosseux
Pour les autres membres de la famille, voir famille Montmorency.
Anne Léon Ier de Montmorency-Fosseux (né le 14 septembre 1705, mort le 27 août 1785), baron de Fosseux, premier baron chrétien, premier baron de France, seigneur de Courtalain. Capitaine lieutenant des gendarmes de la reine en 1744, maréchal de camp en 1745, menin du Dauphin en 1746, lieutenant général des armées du roi en 1748, chevalier des ordres du roi en 1749, chevalier d'honneur de Madame Adélaïde en 1750, gouverneur de Salins en 1752, commandant en chef du pays d'Aunis en 1771.

## Biographie
Il sert au siège de Kehl en 1733, au siège de Philippsbourg en 1734, au siège de Fribourg en 1744, à la bataille de Fontenoy, au siège de Tournai, au siège d'Oudenarde, au siège de Dandermonde en 1745. Il couvre le siège d'Anvers, le siège de Mons, le siège de Charleroi, sert au siège de Namur, combat à la bataille de Rocourt en 1746, à la bataille de Lauffeld et couvre le siège de Bergen-op-Zoom en 1747. En 1757, il se trouve à la bataille d'Hamstelbeck et concourt à la prise de l'électorat de Hanovre

## Ascendance
Hugues Capet → Robert II de France → Henri Ier de France → Philippe Ier de France → Louis VI de France → Robert Ier de Dreux → Alix de Dreux → Gertrude de Nesle-Soissons → Bouchard VI de Montmorency → Mathieu III de Montmorency → Mathieu IV de Montmorency → Jean Ier de Montmorency → Charles Ier de Montmorency → Jacques de Montmorency → Jean II de Montmorency → Louis de Montmorency-Fosseux → Rolland de Montmorency-Fosseux → Claude de Montmorency-Fosseux → Pierre Ier de Montmorency-Fosseux → Anne de Montmorency-Fosseux → Pierre II de Montmorency-Fosseux → François de Montmorency-Fosseux → Léon de Montmorency-Fosseux → Anne-Léon Montmorency-Fosseux

## Mariage et descendance
Le 11 décembre 1730, Anne Léon épouse Anne Marie Barbe de Ville. De ce mariage est né :
- Anne Léon II de Montmorency-Fosseux

## Sources
- L'art de vérifier les dates des faits historiques, des chartes, des chroniques…- de David Bailie Warden, Saint-Allais (Nicolas Viton), Maur François Dantine, Charles Clémencet, Ursin Durand, François Clément - 1818